# Hypericum benghalense
Hypericum benghalense är en johannesörtsväxtart som beskrevs av Samarendra Nath Biswas. Hypericum benghalense ingår i släktet johannesörter, och familjen johannesörtsväxter. Inga underarter finns listade i Catalogue of Life.